# Кай-бей Балатуков
Кай-бей Балатуков (рос. Кири́лл Матве́евич Балату́ков; 1774–1827) — військовий та державний діяч Російського імперії кримськотатарського походження, князь, генерал-майор. У російській армії значився як Кирило Матвійович Балатуков.

## Життєпис
Походив зі знатного роду каралезьких беїв, предок яких — Аджи-Бекір-бей Болатин-оглу, — на початку XVIII ст. прибув до Криму на службу ханові Каплан-Ґераю. Аджи Бекір був нащадком черкеського князівського володіння Болоткай-Темиргой. В Криму отримав посаду баш-казнадар-аги (міністра фінансів). З цього часу ця посада стала в родині спадковою.
Його батьком був Мемет-бей, казандар (міністр фінансів) за часів першого панування хана Кирим Ґерая. Зберіг цю посаду при наступних ханах. 1783 року Мемет-бей був серед учасників Бахчисарайських зборів на чолі із муфтієм Мусаллафом-ефенді, що відправили вітальне звернення на адресу російської імператриці Катерини II. Натомість Мемет-бей отримав чин колезького радника і підтвердження князівського титулу, ставши радником таврійської казенної обласної палати.
Кай-бей народився в Каралезі 1774 року. Здобув спочатку домашню освіту. 1786 року розпочав службу в Грецькому кадетському корпусі, де отримав ґрунтовну освіту — знав російську, грецьку, французьку мови, вивчив географію, історію, арифметику, геометрію, алгебру і фізику.
1793 року отримав звання підпоручика та призначення до Севастопольського мушкетерського полку. У 1796—1797 роках брав участь у кампанії на чорноморському узбережжі, ймовірно південніше Анапи. 6 березня 1798 року отримав звання поручика, а 3 липня того ж року — штабс-капітана. 28 листопада 1800 року стає капітаном.
У грудні 1801 року з невідомих обставин вийшов у відставку. 1803 року обирається предводителем дворянства Симферопольського повіту. На посаді перебував до 1806 року. У 1804—1805 роках був справником Євпаторійського нижнього земського суду.
1807 року повертається до війська, що було пов'язано з війною з Францією. Сприяв формуванню Симферопольського кримськотатарського полку, 19 червня став його командиром у чзванні майора. Проте вже невдовзі було укладено Тільзитський мир. Тому на чолі полку виконував завдання патрулювання прусського кордону.
1812 року з початком нової війни з Францією разом з полком увійшов до корпуса військового отамана Матвія Платова. Брав участь в обороні Гродно, за звитягу у боях при Романові отримав орден Св. Володимира 4-ступеню з бантом. За бої біля сіл Молево, леншє і Болото отримав Найвищу милість. Згодом відзначився у боях біля Гжатська, брав участь у Бородинській битві та подальшому відступі. За звитягу під Тарутином отримав орден Св. Георгія 4-го класу і звання підполковника. Під час подальшого переслідування французьких військ отримав орден Св. Ании 2 ступеню та звання полковника. Невдовзі стає кавалером ордену Св. Володимира 3-го ступеню.
З початком війни Шостої коаліції 1813 року перейшов під командування генерала від кавалерії Олександра Вюртемберзького. Брав участь у блокуванні Данцигу. За свою звитягу отримав прусський орден Pour le Mérite, звання генерал-майора, піврічну платню і срібну медаль на Андріївській стрічці. В імператорському наказі його вперше названо Кирилом замість Кай-бея.
Потім до травня перебував у герцогстві Варшавському, звідки рушив до Німеччини. 1814 року спільно з Ахмет-беєм Хункаловим, командиром Перекопського полку, увійшов до Парижу, розташувавшись на Єлісейських полях. По завершенню війни кримськотатарські полки було розформовано, а Балатуков повернувся до Криму.
Постійно мешкав з родиною в маєтку Катирша-Сарай (Феодосійський повіт). 1816 року став членом Комісії для дослідження і відвернення різних зловживань, де 1819 року підготував доповідь щодо впровадження приватних вакфів. Завдяки цьому питання стала актуальним, оскільки до того в російській адміністрації не мали жодного уявлення про вакфи. Вже після смерті Кай-бея 1829 року термін вакф було впроваджено в російське законодавство.
1825 року супроводжував імператора Олександра I під час перебування того у Криму. Зумів домогтися згодом дозволу на створення Лейбгвардії кримськотатарського ексадрону, що було підтверджено відповідним наказом 1826 року. Брав участь в його формування та відправленні до Санкт-Петербургу. Першим командувачем ескадрону став брат Кай-бея — Аділь-бей Балатуков.
Помер у вересня або жовтні 1827 року. Поховано в родовому дюрбе маєтку Каралез.

## Володіння
Був одним з найбагатіших мешканців Таврійської губернії. Мав маєтки при різних селах Сімферопольського, Євпаторійського і Феодосійського повітів — до 40 тис. десятин орних і сінокісних земель. Крім того, в Феодосійському повіті при селі Катерша-Сарай йому належали фруктові сади, а в Сімферопольському повіті
при селі Черкез-Керман лісові угіддя.

## Бахчисарайський фонтан
Філолог Андрейко Е. В. висловила думку, що саме Кай-бей міг підказати російському письменнику О. С. Пушкіну сюжет поеми «Бахчисарайський фонтан», оскільки батько Кай-бея був наближеним хана Кирим Ґерая.

## Родина
Дружина — Шах-Султан-ханум, донька Катирша-бея, князя Ширінського
Діти:
- Мемет-бей, чоловік Зейнеп-Султан Болатукова
- Батир-бей, поручик, предводитель дворянства Євпаторійського повіту
- Сайде Султан

## Пам'ять
- ім'я Балатукова носить вулиця у м.Євпаторія
- 2020 року у Сімферополі встановлено пам'ятник Кай-бею Балатукову